# Стюарт, Джеб (сценарист)
Джеб Стюарт (англ. Jeb Stuart; род. 21 января 1956, Литл-Рок, штат Арканзас) — американский киносценарист, кинопродюсер и кинорежиссёр.
В 1995 году совместно с Джефри Боамом, Фрэнком Дарабонтом и Джеффом Натансоном участвовал в написании чернового варианта сценария, ставшего позже фильмом «Индиана Джонс и Королевство хрустального черепа».

## Фильмография
- 1982 — Сорок восемь часов / 48 Hrs. — сценарист (в титрах не указан)
- 1988 — Крепкий орешек / Die Hard — сценарист
- 1989 — Левиафан / Leviathan — сценарист
- 1989 — Взаперти / Lock Up — сценарист
- 1989 — Ближайший родственник / Next of Kin — продюсер
- 1990 — Знаки жизни / Vital Signs — сценарист
- 1990 — Другие 48 часов / Another 48 Hrs. — сценарист
- 1993 — Беглец / The Fugitive — сценарист
- 1995 — Справедливый суд / Just Cause — сценарист
- 1997 — Огонь из преисподней / Fire Down Below — автор сюжета, сценарист, исполнительный продюсер
- 1997 — Американские горки / Switchback — сценарист, режиссёр, исполнительный продюсер
- 2009 — Blood Done Sign My Name — сценарист, режиссёр, продюсер